# Clément Venturini
Clément Venturini (Villeurbanne, 16 oktober 1993) is een Frans wielrenner en veldrijder. Anno 2024 rijdt hij voor Arkéa-B&B Hotels, een UCI World Tour ploeg. 

## Biografie
Venturini brak door als jeugdrenner op het Wereldkampioenschappen veldrijden 2011. Als tweedejaars junior was hij samen met de Belg Laurens Sweeck en Lars Forster uit Zwitserland de favoriet. Hij had de week voordien zijn vorm geëtaleerd in de wereldbeker, door de manche in Pontchâteau te winnen.  Op het WK zelf had Venturini meeval, door een massale valpartij kwam hij vooraan in de wedstrijd. Op het gladde parcours ging hij zelf nog tweemaal tegen de grond, maar dat kon hem niet afhouden. Hij werd wereldkampioen met vijftien seconden voorsprong op zijn landgenoten Fabien en Loïc Doubey.
Vanaf het seizoen 2011-2012 kwam Venturini uit bij de beloften. Hij had het aanvankelijk moeilijk om er zich te handhaven. Het lukte hem pas begin 2014 om zijn eerste nationale titel in deze categorie te behalen. Ondertussen was hij wel aan het ontplooien op de weg. Na een stage eind 2013, tekende hij een contract bij het Franse topteam Cofidis.
Hij bleef er het veld en de weg combineren. Na een goed 2013-2014, bevestigde hij zijn status in 2014-2015. Hij won enkele UCI-wedstrijden tussen de elite, en bij de beloften stond hij op het podium in Cyclocross Diegem. Ook het Frans kampioenschap betwistte hij met één jaar dispensatie bij de profs. Hij slaagde erin om uittredend, en recordkampioen Francis Mourey achter zich te houden, maar het was de verrassende Clément Lhotellerie die de titel greep voor Venturini. Ook een jaar later eindigde hij als tweede.
In 2016 liet Venturini zien ook op de weg goede resultaten te kunnen behalen door tweede te worden in de Route Adélie de Vitré en zesde in zowel de GP Denain als La Roue Tourangelle. In mei won hij het puntenklassement van de Ronde van Rhône-Alpes Isère en werd hij derde in de Boucles de l'Aulne. Na winst in de tweede etappe van de Ronde van Oostenrijk sloot Venturini zijn wegseizoen af met een achtste plaats in de GP van Isbergues. Na een periode van anderhalve week zonder koers stond Venturini op 2 oktober aan de start van de tweede manche van de EKZ CrossTour. In deze veldrit, die werd verreden in Aigle, finishte hij als meteen als eerste. Een week later finishte hij achter Francis Mourey als tweede in de eerste manche van de Coupe de France.

## Palmares

### Veldrijden
Overwinningen
| Seizoen   | Wereldbeker | Coupe de France                           | EKZ/Swiss Cup          | WK  | EK  | FK     | Overige                               | Totaal aantal zeges |
| --------- | ----------- | ----------------------------------------- | ---------------------- | --- | --- | ------ | ------------------------------------- | ------------------- |
| 2013-2014 |             |                                           |                        | NVT | NVT | NVT    | Rennaz                                | 1                   |
| 2014-2015 |             | Sisteron                                  | Hittnau eindklassement | NVT | NVT | Zilver | Marle, Sion                           | 4                   |
| 2015-2016 |             | Albi, Quelneuc, Flamanville einklassement | Dielsdorf              | 11e | 18e | Zilver | Steinmaur, Marle, Pierric, La Mézière | 8                   |
| 2016-2017 |             | Bagnoles de l'Orne, Nommay eindklassemnt  | Aigle                  | 29e | 4e  | Goud   | La Mézière                            | 5                   |
| 2017-2018 |             | Flamanville                               |                        | DNS | DNS | 6e     | Nyon, Sion                            | 3                   |
| 2018-2019 |             |                                           |                        | DNS | DNS | Goud   |                                       | 1                   |
| 2019-2020 |             |                                           |                        | DNS | DNS | Goud   | Chamiers, Troyes                      | 3                   |
| 2020-2021 |             |                                           |                        | DNS | DNS | Goud   |                                       | 1                   |
| 2021-2022 |             |                                           |                        | 5e  | DNS | 10e    |                                       | 0                   |
| 2022-2023 |             |                                           |                        | 10e | DNS | Goud   | Boulzicourt                           | 2                   |
| 2023-2024 |             |                                           |                        | 16e |     | Goud   |                                       | 1                   |
| 2024-2025 |             |                                           |                        |     |     | Goud   |                                       | 1                   |
|           |             |                                           |                        |     |     |        |                                       |                     |
| Totaal    | 0           | 7 (2x eindklassement)                     | 3 (1x eindklassement)  | 0   | 0   | 6      | 13                                    | 29                  |

Resultatentabel
| Seizoen   | Aantal zeges      | ↑   | ↑   | ↑      | WB  | CDF    | EKZ/SC | UCI |
| --------- | ----------------- | --- | --- | ------ | --- | ------ | ------ | --- |
| 2013–2014 | 1 overwinning(en) | NVT | NVT | NVT    | NVT | NVT    | NVT    | 52e |
| 2014–2015 | 4 overwinning(en) | NVT | NVT | Zilver | NVT | Zilver | ↑      | 19e |
| 2015–2016 | 8 overwinning(en) | 11e | 18e | Zilver | 18e | ↑      | 14e    | 9e  |
| 2016–2017 | 5 overwinning(en) | 29e | 4e  | Goud   | 18e | Goud   | 22e    | 12e |
| 2017–2018 | 3 overwinning(en) | DNS | DNS | 6e     | DNS | 19e    | DNS    | 73e |
| 2018–2019 | 1 overwinning(en) | DNS | DNS | Goud   | DNS | DNS    | DNS    | 96e |
| 2019–2020 | 3 overwinning(en) | DNS | DNS | Goud   | DNS | DNS    | DNS    | 86e |
| 2020–2021 | 1 overwinning(en) | DNS | DNS | Goud   | DNS | DNS    | DNS    | 86e |
| 2021–2022 | 0 overwinning(en) | 5e  | DNS | 10e    | 36e | DNS    | NVT    | 46e |
| 2022–2023 | 2 overwinning(en) | 10e | DNS | Goud   | 36e | DNS    | DNS    | 33e |
| Totaal    | 28 overwinningen  | 0   | 0   | 5      | 0   | 2      | 1      | 0   |

### Wegwielrennen

#### Overwinningen
2014 - 1 zege
4e etappe Ronde van Rhône-Alpes Isère
Puntenklassement Ronde van Rhône-Alpes Isère
2016
Puntenklassement Ronde van Rhône-Alpes Isère
2e etappe Ronde van Oostenrijk
2017
Eind-, punten- en jongerenklassement Vierdaagse van Duinkerke
6e etappe Ronde van Oostenrijk
2018
2e etappe Route d'Occitanie

#### Resultaten in voornaamste wedstrijden
| Jaar | Ronde van Italië | Ronde van Frankrijk | Ronde van Spanje |
| ---- | ---------------- | ------------------- | ---------------- |
| 2015 |                  |                     |                  |
| 2016 |                  |                     |                  |
| 2017 |                  |                     |                  |
| 2018 | 104e             |                     |                  |
| 2019 |                  |                     | 90e              |
| 2020 |                  | 104e                |                  |
| 2021 |                  |                     | 97e              |
| 2022 |                  |                     |                  |
| 2023 |                  |                     |                  |
| 2024 |                  |                     |                  |
| 2025 |                  | 43e                 |                  |

| Jaar | Milaan-San Remo | Gent-Wevelgem | Ronde van Vlaanderen | Parijs-Roubaix | Amstel Gold Race | Waalse Pijl | Parijs-Tours | Strade Bianche |  | Wereldranglijsten |
| ---- | --------------- | ------------- | -------------------- | -------------- | ---------------- | ----------- | ------------ | -------------- |  | ----------------- |
| 2015 |                 |               | opgave               | opgave         |                  | opgave      |              |                |  |                   |
| 2016 |                 |               |                      |                |                  |             |              |                |  |                   |
| 2017 |                 |               |                      |                |                  |             |              |                |  |                   |
| 2018 | 67e             |               |                      |                |                  |             |              | opgave         |  | 350e (UWT)        |
| 2019 | 24e             | 73e           |                      |                | 40e              |             | 60e          |                |  |                   |
| 2020 |                 |               |                      |                |                  |             | 22e          |                |  |                   |
| 2021 |                 |               |                      |                | 22e              |             |              | 17e            |  |                   |
| 2022 |                 |               |                      |                |                  |             | 17e          | opgave         |  |                   |
| 2023 |                 |               |                      |                |                  |             |              | 44e            |  |                   |
| 2024 |                 |               |                      |                |                  |             |              | 42e            |  |                   |
| 2025 |                 |               |                      |                |                  |             |              | opgave         |  |                   |

## Ploegen
- 2013 –  Cofidis, Solutions Crédits (stagiair vanaf 1-8)
- 2014 –  Cofidis, Solutions Crédits
- 2015 –  Cofidis, Solutions Crédits
- 2016 –  Cofidis, Solutions Crédits
- 2017 –  Cofidis, Solutions Crédits
- 2018 –  AG2R La Mondiale
- 2019 –  AG2R La Mondiale
- 2020 –  AG2R La Mondiale
- 2021 –  AG2R-Citroën
- 2022 –  AG2R-Citroën
- 2023 –  AG2R-Citroën
- 2024 –  Arkéa-B&B Hotels
- 2025 –  Arkéa-B&B Hotels

Bagot ·
Barle · 
Bescond · 
Bessy · 
Cammaerts ·
Coppel ·
Edet ·
Fouchard ·
García ·
Ghyselinck ·
Hardy ·
Jõeäär ·
Labbe ·
Le Mével ·
Lemarchand ·
Levarlet ·
Maté · 
Molard ·
Navarro · 
Petit ·
Poulhiès ·
Sijmens · 
Taaramäe · 
Valentin · 
Zingle ·
Lavery (stagiair) · 
Venturini (stagiair) · 
Verhelst (stagiair) 
Bagot ·
Bescond · 
Cammaerts ·
Coppel ·
Edet ·
Fouchard ·
García ·
Hardy ·
Jõeäär ·
Laporte ·
Le Mével ·
Lemarchand ·
Lemoine ·
Levarlet ·
Maté · 
Molard ·
Navarro · 
Petit ·
Poulhiès ·
Sénéchal · 
Simon ·
Taaramäe · 
Venturini · 
Verhelst ·
Zingle ·
Chetout (stagiair) · 
Kowalski (stagiair) · 
Turgis (stagiair) 
Ahlstrand · Bagot · N.Bouhanni · Chainel · Chetout · Edet · Hardy · Jõeäär · Laporte · Lemoine · Maté · Molard · Navarro · Petit · Rollin · Rossetto · Sénéchal · Simon · Soupe · Turgis · Van Staeyen · Vanbilsen · Venturini · Verhelst · Zingle · R.Bouhanni (stagiair) · Hofstetter (stagiair) · San Sebastián (stagiair)
Ahlstrand · Bagot · N.Bouhanni · R.Bouhanni · Božič · Chetout · Cousin · Edet · Hardy · Hofstetter · Jeannesson · Jõeäär · Laporte · Lemoine · Maté · Molard · Navarro · Perez · Rossetto · Sénéchal · Simon · Soupe · Turgis · Van Staeyen · Vanbilsen · Venturini · Godon (stagiair) · Le Turnier (stagiair)
Bagot · Bonnafond · N. Bouhanni · R. Bouhanni · Chetout · Claeys · Cousin · Edet · Godon · Hofstetter · Laporte · Le Turnier · Lemoine · Maté · Navarro · Perez · Rossetto · Sénéchal · Simon · Soupe · A. Turgis · J. Turgis · Van Genechten · Van Staeyen · Vanbilsen · Venturini · Barceló (stagiair) · Lafay (stagiair) · T. Turgis (stagiair)
Bagdonas · Bakelants · Barbier · Bardet · Bidard · Cherel · Chevrier · Cosnefroy · Denz · Dillier · Domont · Dumoulin · Dupont · Duval · Frank · Gallopin · Gastauer · Gautier · Geniez · Gougeard · Jauregui · Latour · Montaguti · Naesen · Peters · Vandenbergh · Venturini · Vuillermoz
Bagdonas · Bardet · Bidard · Bouchard · Cherel · Chevrier · Cosnefroy · Denz · Dillier · Domont · Dumoulin · Dupont · Duval · Frank · Gallopin · Gastauer · Geniez · Godon · Gougeard · Hänninen · Jauregui · Latour · Naesen · Paret-Peintre · Peters · Vandenbergh · Venturini · Vuillermoz · Warbasse · Champoussin (stagiair) · Hänninen (stagiair) · Jorgenson (stagiair) · Jullien (stagiair)
Bardet · Bidard · Bouchard · Champoussin (vanaf 1 april) · Cherel · Chevrier · Cosnefroy · Dillier · Domont · Duval · Frank · Gallopin · Gastauer · Geniez · Godon · Gougeard · Hänninen · Jauregui · Latour · L. Naesen · O. Naesen · Paret-Peintre · Peters · Tanfield · Vandenbergh · Vendrame · Venturini · Vuillermoz · Warbasse · Jullien (stagiair) · Reugel (stagiair) · Verger (stagiair)
Bidard · Bouchard · Calmejane · Champoussin · Cherel · Cosnefroy · Dewulf · Duval · Franktot en met 20 juni · Gallopin · Gastauer · Godon · Gougeard · Hänninen ·  Jullien · Jungels · L. Naesen · O. Naesen · O'Connor · Paret-Peintre · Peters · Prodhomme · Sarreau · Schär · Touzé · Van Avermaet · Van Hoecke · Vendrame · Venturini · Warbasse · Delphis (stagiair) · Lapeira (stagiair) · Retailleau (stagiair)
Berthet · Bouchard · Calmejane · Champoussin · Cherel · Cosnefroy · Dewulf · Gall · Godon · Hänninen ·  Jullien · Jungels · Lapeira · L. Naesen · O. Naesen · O'Connor · A. Paret-Peintre · V. Paret-Peintre · Peters · Prodhomme · Raugel · Retailleau (vanaf 1/8) · Sarreau · Schär · Touzé · Van Avermaet · Van Hoecke · Vendrame · Venturini · Warbasse · Delphis (stagiair) · Gautherat (stagiair) · Tronchon (stagiair)
Baudin · Berthet · Bonnamour · Bouchard · Cherel · Cosnefroy · Dewulf · Gall · Gautherat · Godon · Hänninen · Labrosse (Vanaf 1/8) ·  Lapeira · L. Naesen · O. Naesen · O'Connor · A. Paret-Peintre · V. Paret-Peintre · Peters · Prodhomme · Raugel · Retailleau · Sarreau · Schär · Touzé · Tronchon · Van Avermaet · Vendrame · Venturini · Warbasse · Chaussinand (stagiair) · Veistroffer (stagiair) · Verschuren (stagiair)
Albanese · Barré · Biermans · Capiot · Champoussin · Costiou · Dekker · Delaplace · Démare · García Pierna · Gesbert · Grondin · Guernalec · Guglielmi · Huys · Le Berre · Ledanois(tot 15/8) · Louvel · McLay · Mozzato · Owsian · Ries · Riou · Rodríguez · Scotson · Sénéchal · Thierry (vanaf 1/9) · Vauquelin · Venturini · Verre
Biermans · Capiot · Costiou · Delaplace · Démare · Epis · García Pierna · Gesbert · Grondin · T. Guernalec · V. Guernalec · Guglielmi · Huys · Le Berre · Lozouet · Mozzato · Ries · Rodríguez · Rouland · Scotson · Sénéchal · Svestad-Bårdseng · Thierry · Tjøtta · Vauquelin · Venturini · Verre